# Itaewon Class
Itaewon Class (koreanisch 이태원 클라쓰, RR Itaewon Keullasseu) ist eine südkoreanische Dramaserie des Senders JTBC. Netflix sicherte sich die weltweiten Ausstrahlungsrechte. In den Hauptrollen sind Park Seo-joon, Kim Da-mi, Yoo Jae-myung und Kwon Nara zu sehen. Die Serie basiert auf dem gleichnamigen Webtoon von Gwang Jin.

## Handlung
Itaewon Class erzählt die Geschichte von Park Sae-ro-yi, dessen Leben aus der Bahn gerät, nachdem er einen Mobber in seiner neuen High-School in Pajin vor den Augen aller Schüler und der Lehrkraft zusammenschlägt. Da besagter Mobber, Jang Geun-won, der Sohn des Gründers und CEO des Lebensmittel-Chaebols Jangga Group, Jang Dae-hee, ist, hat dieser besagte Zwischenfall den Schulrauswurf zur Folge. Der Aufforderung, sich zu entschuldigen, kommt Park Sae-ro-yi nicht nach, wodurch sein Vater, ein leitender Angestellter der Jangga Group entlassen wird. Die beiden eröffnen daraufhin ein kleines Restaurant in Pajin. Bevor dieses jedoch erfolgreich öffnen kann, wird Park Sae-ro-yis Vater bei einem Autounfall getötet, der von Jang Geun-won verursacht wurde. Um schlechte Publicity abzuwenden, verschleiert die Jangga Group diese Tat und ein Gärtner wird für den Unfall bestraft. Mithilfe seiner ehemaligen Mitschülerin und Freundin, Oh Soo-ah, findet Park Sae-ro-yi die Wahrheit heraus und ist dabei Jang Geun-won zu töten, als er im letzten Moment von zwei Polizeibeamten gestoppt wird. Daraufhin muss Park Sae-ro-yi für mehrere Jahre ins Gefängnis und schwört sich nach seiner Entlassung die Jangga Group und dessen Gründer Jang Dae-hee zu vernichten. Mit seiner jungen, aber sehr talentierten, Managerin Jo Yi-seo und seinen anderen Freunden wird sein als kleines Restaurant Danbam gestartetes Imperium im Verlauf der Serie immer größer.

## Besetzung

### Hauptbesetzung
- Park Seo-joon als Park Sae-ro-yi (Gründer des Danbam)
- Kim Da-mi als Jo Yi-Seo (Managerin des Danbam)
- Yoo Jae-myung als Jang Dae-hee (Gründer und Vorsitzender der Jangga Group)
- Kwon Nara als Oh Soo-ah (ehemalige Mitschülerin Park Sae-ro-yis und leitende Angestellte der Jangga Group)

### Nebenbesetzung
- Kim Dong-hee als Jang Geun-soo (Jang Dae-hees unehelicher Sohn und Mitarbeiter von Danbam)
- Ryu Kyung-soo als Choi Seung-kwon (ehemaliger Mithäftling und Mitarbeiter bei Danbam)
- Lee Joo-young als Ma Hyeon-yi (Köchin bei Danbam)
- Chris Lyon als Kim To-ni (guineisch-koreanischer Mitarbeiter von Danbam)
- Ahn Bo-hyun als Jang Geun-won (Sohn von Jang Dae-hee und designierter Nachfolger als CEO der Jangga Group)
- Lee David als Lee Ho-jin (ehemaliger Mitschüler Park Sae-ro-yis und Investmentbanker)

### Cameos
- Solbin, Sängerin der Girlgroup Laboum, als Park Sae-ro-yis Klassenkameradin
- Hong Seok-cheon, Schauspieler, Gastwirt und Politiker, als er selbst
- Im Seo-un, bekannt als Sängerin NC.A, als Bully von Jo Yi-seo

## Hintergrund und Produktion
Nach den ersten Lesungen des Scripts im August 2019 begannen die Dreharbeiten im Seouler Stadtbezirk Yongsan. Der namensgebende Stadtteil Itaewon ist der Ort des Geschehens und ein bekannter Zuschauermagnet aufgrund seines internationalen Publikums. Dreharbeiten fanden aber auch im benachbarten Huamdong statt. Das ursprüngliche Danbam befindet sich in der Nähe der U-Bahn-Station Itaewon, das Restaurant nach dem Umzug dagegen in Huamdong, in der Sinheung-ro-20-gil. Die Stadt Pajin ist rein fiktiv und die Dreharbeiten in diesem Teil fanden ebenfalls in Seoul statt.